# Státní znak Spojených států amerických
Státní znak Spojených států amerických je tvořen lícovou stranou velké státní pečeti (anglicky Great Seal of the United States), která byla oficiálně schválena 20. června 1782 a jejímiž autory jsou Charles Thomson a William Barton.

## Lícová strana
Hlavní postavou lícové strany pečeti je národní symbol orel bělohlavý v letu. Na prsou nese srdeční štítek s modrou hlavou štítu, pod kterou je šest svislých červených pruhů na bílém (stříbrném) poli, čímž vytváří sedm bílých pruhů a dohromady symbolizují původních třináct států. Šest červených pruhů dále symbolizuje země původu přistěhovalců – ostrovní Anglie, Skotsko a Irsko a kontinentální Francii, Německo a Nizozemí. Orel (heraldicky orlice) má ve svém heraldicky levém pařátu svazek třinácti šípů (odkazující na třináct původních států) a v pravém pařátu olivovou ratolest (s třinácti listy a třinácti olivami, opět zastupující 13 původních zemí). Šípy a olivová ratolest spolu symbolizují, že Spojené státy americké touží po míru, ale vždy budou připraveny k boji. Heraldicky vpravo hledící hlava orla drží v zobáku stuhu s latinským heslem E PLURIBUS UNUM ve smyslu „Z mnohých jeden“, původně mnozí, různí, dnes národ jeden. Nad hlavou se vznáší třináct hvězd na modrém poli, které jsou uspořádány do řady 1-4-3-4-1. Zpod modrého pole vychází dokola zlaté sluneční paprsky končící pod prstencem bílých obláčků.

## Rubová strana
Na zadní straně pečeti je třináctiposchoďová cihlová pyramida, nad kterou je oko v modrém trojúhelníku v prstenci zlatých paprsků, symbol boží prozřetelnosti. V základech pyramidy je nápis psaný římskými číslicemi MDCCLXXVI (1776), rok Deklarace nezávislosti, tj. založení Spojených států. Na půdě pod pyramidou je vyobrazeno 13 keřů hraničící se stuhou s revolučním latinským heslem NOVUS ORDO SECLORUM (Nový řád věků). Na modré obloze nad pyramidou je umístěno další latinské heslo ANNUIT COEPTIS.

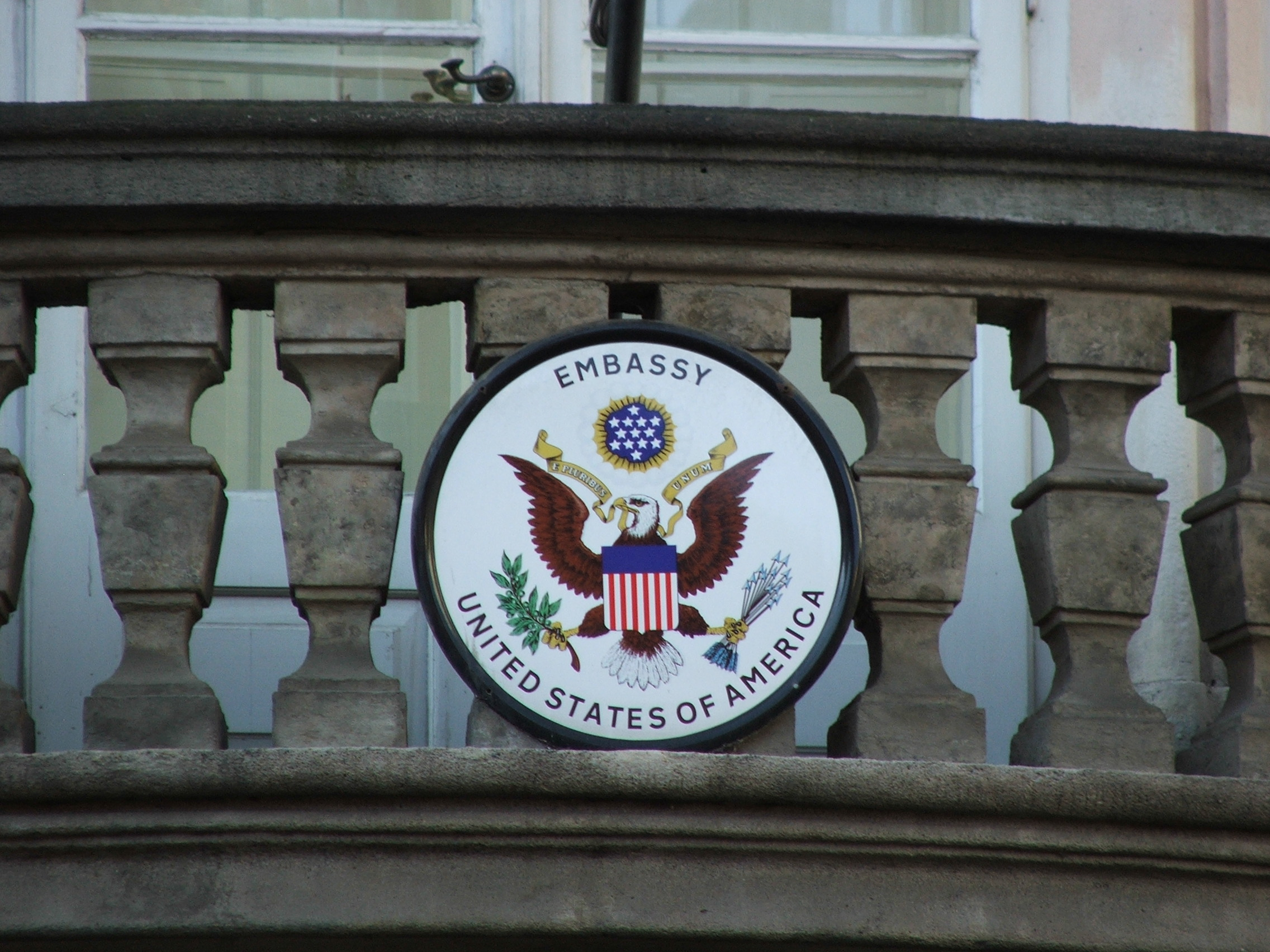
Státní znak USA na budově velvyslanectví v Praze
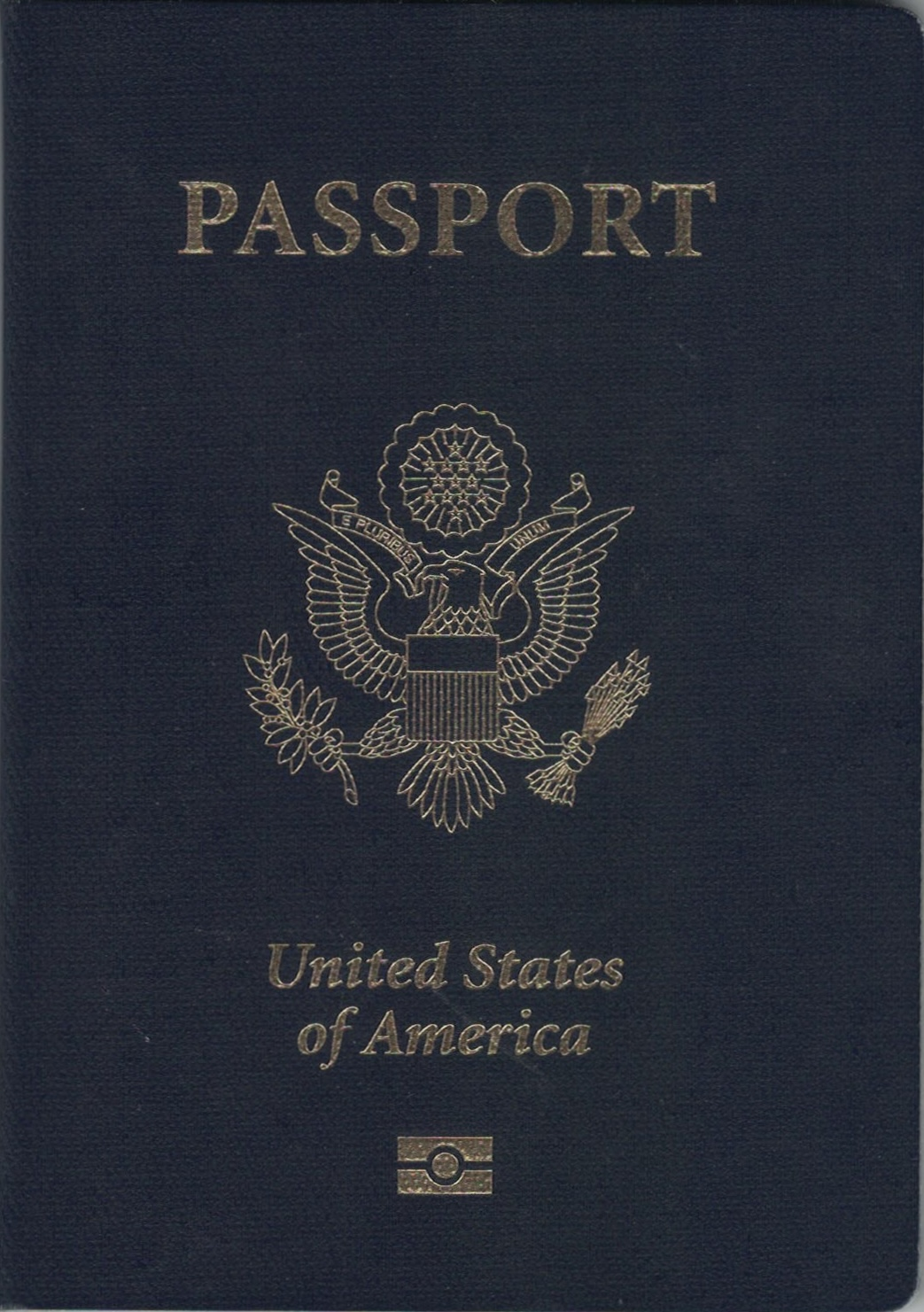
Státní znak na cestovním pasu
Pečeť (znak) Prezidenta Spojených států amerických

## Symbolika
- Orel bělohlavý je národní symbol Spojených států.
- Srdeční štítek připomíná vlajku USA s významnými rozdíly:
  - Na modrém poli nejsou hvězdy.
  - Nejvzdálenější, krajní pruhy jsou bílé (jde o červené pruhy na bílém poli), ne červené jak je tomu na vlajce.
- Pyramida je symbolem síly a trvání.
- Šípy a olivová ratolest představují válku a mír.
- Oko symbolizuje vševidoucí oko Boha resp. Prozřetelnosti.

### Počet 13
Počet třináct symbolizuje 13 zakládajících zemí USA, na státní pečeti je toto číslo symbolizováno:
- 13 hvězd (v poli nad orlí hlavou)
- 13 pruhů na štítu
- 13 šípů v pařátu
- 13 písmen v heslech "E PLURIBUS UNUM" a "ANNUIT COEPTIS" (počet písmen celé pečeti je 52, což je samo o sobě rovnoměrně dělitelné 13)
- 13 olivových listů (podle zvyklosti, které nejsou dány zákonem)
- 13 oliv na ratolesti (podle zvyklosti, které nejsou dány zákonem)
- 13 úrovní pyramidy (podle zvyklosti, které nejsou dány zákonem)
- 13 stran, které má stužka
- 13 keřů pod pyramidou

## Pečetě států USA
Své pečetě užívají i federální distrikt (Washington, D.C.) a všech 50 států USA. Několik států užívá i odlišnou rubovou stranu pečeti.
Kromě pečetí užívá 18 států i heraldické znaky.
Své znaky (některé ve formě pečeti) užívají také nezačleněná území USA (Americká Samoa, Americké Panenské ostrovy, Guam, Portoriko, Severní Mariany) a několik kmenů amerických indiánů.